# Discocapnos mundtii
Discocapnos mundtii är en vallmoväxtart. Discocapnos mundtii ingår i släktet Discocapnos och familjen vallmoväxter.

## Underarter
Arten delas in i följande underarter:
- D. m. dregei
- D. m. mundtii